# 許鼎臣 (萬曆辛丑進士)
許鼎臣（？—？），河南汝寧府固始县人，明朝政治人物。

## 生平
万历二十五年（1597年）丁酉科河南乡试舉人，二十九年（1601年）辛丑科進士，初授庆阳府推官，擢户部主事，榷临清鈔关，三十七年九月，撫寧侯朱继勋自南京守备回至临清，時任鈔关主事的許鼎臣征其税，留之数日，继勋愤恚，投水而死，許鼎臣被免官回籍听堪。三十九年京察被处以浮躁而降级。后起復，累官至南京兵部郎中，四十六年升山东兖东道佥事，泰昌元年（1620年）十月升浙江右参议，尋轉左。天启二年以糾察被罢斥。崇禎元年起升陕西河西道副使。四年，再起为江西副使，累官陕西参政。